# Ocnogyna berytta
Ocnogyna berytta là một loài bướm đêm thuộc phân họ Arctiinae, họ Erebidae.